# 康拉德 (伊利諾伊州)
康拉德（英語：Conrad）是位於美國伊利諾伊州卡爾霍恩縣的一個非建制地區。該地的面積和人口皆未知。

## 地理
康拉德的座標為39°55′31″N 90°37′01″W / 39.92528°N 90.61694°W，而該地的平均海拔高度為190米（即623英尺）。